# Adil Kerrouchi
Adil Kerrouchi (en árabe: عادل كروشي‎, nacido el 23 de noviembre de 1982 en El-Yadida, Casablanca-Settat) es un futbolista marroquí. Juega de defensa y su equipo actual es el Raja Casablanca de la Liga de Fútbol de Marruecos.

## Trayectoria

### Clubes
| Club            | País      | Año             |
| --------------- | --------- | --------------- |
| Difaa El Jadida | Marruecos | 2008 - 2012     |
| Raja Casablanca | Marruecos | 2012 - Presente |

### Selección nacional
| Selección | País      | Año             |
| --------- | --------- | --------------- |
| Absoluta  | Marruecos | 2010 - Presente |

## Palmarés

### Títulos nacionales
| Título                      | Club            | País      | Año  |
| --------------------------- | --------------- | --------- | ---- |
| Torneo Antifi               | Difaa El Jadida | Marruecos | 2012 |
| Copa del Trono              | Raja Casablanca | Marruecos | 2012 |
| Liga de Fútbol de Marruecos | Raja Casablanca | Marruecos | 2013 |
| Copa del Trono              | Raja Casablanca | Marruecos | 2017 |